# Kung Fu Panda - I segreti della pergamena
Kung Fu Panda: I segreti della pergamena (in inglese Kung Fu Panda: Secrets of the Scroll) è un cortometraggio animato americano del 2015 prodotto da DreamWorks Animation. È stato incluso nel digital HD del 2015, e nella riedizione in Blu-ray e DVD del 2016 dei film d'animazione Kung Fu Panda (2008) e Kung Fu Panda 2 (2011). Il cortometraggio racconta sia la storia di come i Cinque Cicloni si siano uniti, sia di come Po abbia ottenuto il suo amore per il kung fu.
Jack Black, James Hong, Dustin Hoffman, Seth Rogen, David Cross, Randall Duk Kim e Lucy Liu riprendono i loro ruoli dai film, mentre Kari Wahlgren e James Sie sostituiscono Angelina Jolie e Jackie Chan rispettivamente nei ruoli di Tigre e Scimmia.

## Trama
Ambientato qualche tempo prima degli eventi del terzo film, Po si rende conto che suo padre, il signor Ping, sta regalando le sue cose come regali bonus ai clienti e ha accidentalmente regalato i suoi modellini dei Cinque Cicloni. Mentre li cerca, la narrazione di Oogway chiede se esista una reale differenza tra un incidente e il destino, ponendo così le basi per la storia.
Dieci anni prima degli eventi del primo film, Tigre, più giovane, si sta allenando con Shifu, ma sembra sempre deluderlo non conformandosi al suo stile rigoroso. Quando Oogway e Shifu ordinano gli spaghetti dal ristorante del signor Ping, un giovane Po (che è stato lasciato a capo del ristorante mentre suo padre era assente) starnutisce accidentalmente in quello di Shifu, facendolo ammalare. A peggiorare le cose, un guerriero apparentemente inarrestabile di nome Cinghiale è in viaggio verso la Valle della Pace, sconfiggendo ogni maestro di kung fu che gli si opponga. Shifu, incapace, non ha altra scelta che delegare la responsabilità a Tigre, dandole una pergamena con i nomi di quattro guerrieri che possono sconfiggere Cinghiale. Allo stesso tempo, Po scrive un proprio rotolo con possibili idee per la sua futura carriera, ma lo butta via su insistenza di suo padre.
Tigre perde accidentalmente la sua pergamena e scambia quella di Po per la sua. La pergamena di Po contiene i nomi di "Bidello", "Comico", "Ballerino" e "Dottore". Ciò fa sì che Tigre raccolga Gru come bidello, Scimmia come comico, Vipera come ballerina e Mantide come dottore, invece dei guerrieri assegnati (ognuno dei quali è identico a Shifu). Tigre è colpita dalle abilità che dimostrano e presume che Shifu sarà orgoglioso di lei. Tuttavia, una volta ritornata e l'errore viene scoperto, Shifu si arrabbia, deludendo Tigre. Mentre è imbronciata, Oogway la incoraggia a essere sé stessa piuttosto che Shifu, quindi decide di affrontare Cinghiale. All'inizio si attiene allo stile di Shifu e viene sconfitta, ma riceve aiuto dagli altri, che riescono a bloccare Cinghiale con i loro stili unici. In un momento di epifania, abbraccia finalmente il proprio stile e sconfigge facilmente Cinghiale con l'aiuto dei suoi nuovi compagni di squadra per sconfiggerlo. Per caso, Po assiste all'intero combattimento, maturando così la sua passione per il kung fu. Tigre ritorna al Palazzo di Giada, dove Shifu ammette finalmente di essere orgoglioso di lei e le dà accesso alla sala degli allenamenti per perfezionare il suo stile "Tigre". Invita anche Gru, Scimmia, Vipera e Mantide a restare, decidendo che anche i loro stili possono essere perfezionati.
Nel presente, Po trova i suoi modellini con un coniglietto. Mentre guarda il piccolo giocare con la stessa passione che aveva tanti anni prima, Po decide di lasciarli tenere al coniglietto. Po poi ammette ai Cinque Cicloni che i suoi modellini sono "dove dovrebbero essere" e che, in effetti, ha già "quelli veri propri qui".

## Doppiatori
| Personaggi            | Doppiatori originali                                  | Doppiatori italiani  |
| --------------------- | ----------------------------------------------------- | -------------------- |
| Po                    | Jack Black                                            | Gianfranco Miranda   |
| Shifu                 | Dustin Hoffman                                        | Carlo Valli          |
| Tigre                 | Kari Wahlgren (da adulta) Tara Macri (da adolescente) | Francesca Fiorentini |
| Mantide               | Seth Rogen                                            | Simone Mori          |
| Gru                   | David Cross                                           | Oreste Baldini       |
| Vipera                | Lucy Liu                                              | Tiziana Avarista     |
| Scimmia               | James Sie                                             | Angelo Maggi         |
| Grande Maestro Vipera | James Sie                                             |                      |
| Oogway                | Randall Duk Kim                                       | Dario Penne          |
| Signor Ping           | James Hong                                            | Francesco Vairano    |
| Giovane coniglietto   | Eliott Guenodeon                                      |                      |
| Giovane maiale        | Eliott Guenodeon                                      |                      |
| Maestro Meticcio      | Stephen Kearin                                        |                      |
| Oca di Palazzo        | Joseph Izzo                                           |                      |
| Pecora                | Joseph Izzo                                           |                      |
| Gorilla               | Jerry Clarke                                          |                      |
| Mamma coniglietto     | Kelly Stables                                         |                      |
| Cinghiale             | Jayden Lund                                           | Massimo Corvo        |
| Capra                 | Peter Cilella                                         |                      |

## Premi
| Premio       | Data della cerimonia | Categoria                                   | Destinatario                             | Risultato |
| ------------ | -------------------- | ------------------------------------------- | ---------------------------------------- | --------- |
| Annie Awards | 4 febbraio 2017      | Miglior produzione per uno speciale animato | Kung Fu Panda: I segreti della pergamena | Nominato  |